# KAIST
KAIST (кор. 카이스트) також відомий як Korea Advanced Institute of Science and Technology (Корейський провідний науково-технологічний інститут) — це передовий освітньо-дослідницький університет розташований у Теджоні, Південна Корея.

## Засади
KAIST було засновано у 1971 році за рахунок державних коштів, як першу національну науково-технічну магістратуру. Заклад із самого початку був укомплектований значною кількстю талановитих інженерів та науковців, що отримали освіту у США. Одразу ж акцент ставився на теоретичних та прикладних дослідженнях. Зараз KAIST є головним центром стратегічних дослідницьких проектів у Кореї. Близько 400 викладачів університету проводять дослідження співпрацюючи з навчальними та промисловими організаціями з усього світу. KAIST пропонує стипендії та підтримку міжнародним студентам.
Університет регулярно наймає закордонних викладачів. Поточний президент KAIST'у Со Нампйо викладав у Массачусетському технологічному інституті протягом багатьох років. Його попередник, Роберт Лафлін, лауреат Нобелівської премії і професор фізики зі Стенфордського університету, був першим іноземцем, що очолив корейський університет. Переважна більшість професорів прибули з вищих навчальних закладів США. KAIST бере участь в багатьох міжнародних програмах нарівні з видатними європейськими та азійськими університетами. Зокрема, він входить до LAOTSE та AEARU [Архівовано 1 лютого 2017 у Wayback Machine.].

### Історія
KAIST було засновано під назвою Korea Advanced Institute of Science (KAIS) спеціальним законом від 16 лютого 1971 року, як першу дослідницьку науково-технічну магістатуру у Кореї. У 1989 році KAIST впровадив навчальну систему для здобуття вчених ступенів бакалавра, магістра та доктора філософії, спрямовану на обдарованих молодих людей в області науки та технологій. Студенти, прийняті за конкурсними програмами, були звільнені від військової повинності. Натомість, вони зобов'язувалися залишатися у Кореї протягом 5 років після випуску. Таке правило було встановлено, аби запобігти виїзду висококваліфікованих фахівців за кордон.

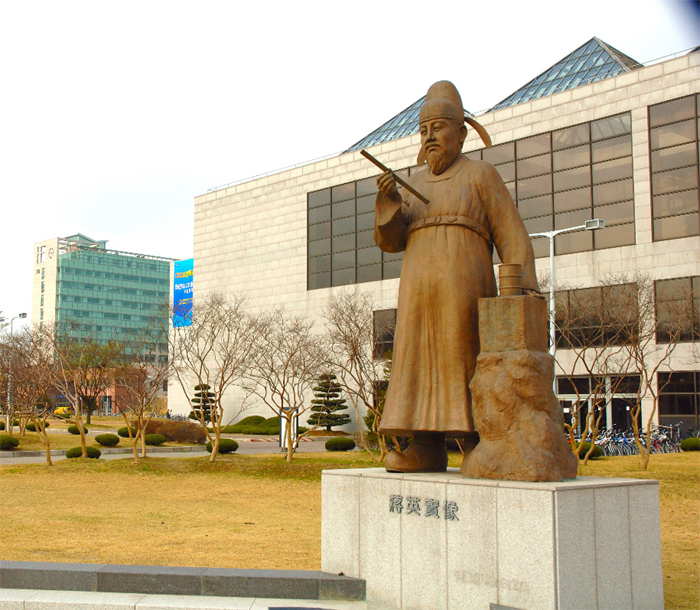
Корейський науковець Чан Йон Сіль

За період існування KAIST випустив близько 9 тисяч бакалаврів, 18 тисяч магістрів та 7 тисяч докторів філософії. 5 лютого 2007 року було ухвалено п'ятирічний план розвитку KAIST'у. Мета нинішнього президента університету — увійти до десятки найкращих науково-технічних університетів світового рівня до 2011 року.
У січні 2008 університет змінив свою повну назву, Korea Advanced Institute of Science and Technology, на єдине формальне ім'я KAIST.

## Структура
Керуючись особливим законом, KAIST має автономну і гнучку навчальну систему. Other South Korean colleges and universities are required to abide by the government-directed admissions and curriculum requirements. Undergraduate students can join the school through an «open major system» that allows students to take classes for three terms and choose a discipline that suits their aptitude. In addition, undergraduate students are free to change their major anytime.
With Korea's first test-free admissions system, the overall grades, the math and science grades, recommendation letters from the teachers, study plan, personal statements, and other data that show the excellence of potential students are evaluated for admission.
KAIST has produced many doctors through the Integrated Master's and Doctoral program and Early Completion System. Students must publish their papers in globally renowned academic journals.
Студентам усіх навчальних програм надається можливість отримати різноманітні стипендії, а також житло в одному із близько 20 гуртожитків.

### Коледж інженерії
The College of Engineering — до складу входять:
- інститут механіки та авіакосмічних технологій — School of Mechanical, Aerospace & Systems Engineering
  - відділення механіки — Division of Mechanical Engineering
  - відділення авіакосмічних технологій — Division of Aerospace Engineering
- інститут автотехнологій — Graduate School of Automotive technology
- факультети
  - цивільного будівництва — Department of Civil and Environmental Engineering
  - промислового дизайну — Department of Industrial Design [Архівовано 14 травня 2009 у Wayback Machine.]
  - біомолекулярних технологій — Department of Chemical & Biomolecular Engineering
  - технологій матеріалів — Department of Materials Science & Engineering
  - ядерних технологій — Department of Nuclear & Quantum Engineering [Архівовано 3 червня 2009 у Wayback Machine.]
  - океанічних систем — Department of Ocean System Engineering

### Коледж інформаційних технологій
College of Information Science & Technology — до складу входять:
- інститут електротехніки та комп'ютерних наук — School of Electrical Engineering and Computer Science
  - відділення електротехніки — Division of Electrical Engineering [Архівовано 28 травня 2009 у Wayback Machine.]
  - відділення комп'ютерних наук — Division of Computer Science
- факультети
  - промислової інженерії — Department of Industrial & Systems Engineering [Архівовано 6 травня 2009 у Wayback Machine.]
  - технологій обслуговування — Department of Intelligent Service Engineering

### Коледж біотехнологій
College of Life Science and Bio Engineering — до складу входять:
- інститут медичних технологій — Graduate School of Medical Science and Engineering
- факультети
  - біологічний — Department of Biological Sciences
  - розумової інженерії — Department of Bio and Brain Engineering

### Коледж природничих наук
The College of Natural Sciences — до складу входять факультети:
- математики — Department of Mathematical Sciences
- фізики — Department of Physics [Архівовано 24 грудня 2008 у Wayback Machine.]
- хімії — Department of Chemistry [Архівовано 15 травня 2009 у Wayback Machine.]
- нанотехнологій — Department of Nanoscience & Technology

### Коледж комерції
College of Business — до складу входять інститути:
- управління — Graduate School of Management
- інформаційного управління — Graduate School of Information & Media Management
- фінансів — Graduate School of Finance

### Коледж культурних наук
College of Cultural Science — до складу входять інститути:
- гуманітарних та суспільних наук — School of Humanities & Social Science
- культурних технологій — Graduate School of Culture Technology [Архівовано 9 червня 2009 у Wayback Machine.]

### Коледж міждисциплінарних досліджень
College of Interdisciplinary Studies — до складу входять програми:
- комерційно-економічна — Business Economics Program [Архівовано 10 травня 2009 у Wayback Machine.]
- робототехнічна — Robotics Program
- суспільно-технологічна — Science, Technology & Society Program
- технологій зв'язку — Telecommunication Engineering Program
- екологічно-енергетична — Environmental & Energy Technology Program

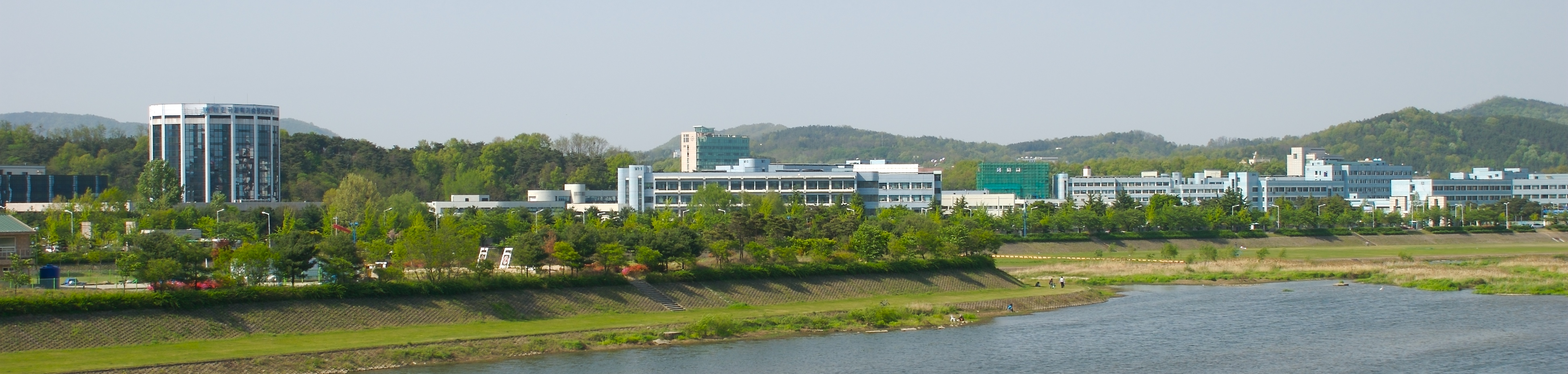
KAIST зі сторони річки

та інші.

## Кампус
KAIST знаходиться у Науковому комплексі Даедок у місті Теджон, що на 150 кілометрів на південь від столиці Сеул. У районі Даедок також знаходиться понад 50 громадських і приватних дослідницьких інститутів, університетів, а також багато компаній, що спеціалізуються на високих технологіях.
KAIST має два кампуси у Деджоні та один у Сеулі.
Головний Деджонський кампус KAIST'у (біля Деджонського Експо-парку) має двадцять дев'ять гуртожитків, де усі бажаючі студенти можуть проживати. Двадцять три чоловічі гуртожитки, а також чотири жіночих розташовані на околиці кампуса, ще два гуртожитки квартирного типу розташовані за кампусом.
Другий Деджонський кампус KAIST'у (в районі Мунді-донг) має усього два гуртожитки. Один для студентів бакалаврату, інший для студентів маністратури.
Сеульський кампус по більшості спеціалізується на секторі бізнесу. Тут розміщені аспірантура та магістратура відділення фінансів, менеджменту і медіа-інформаційного менеджменту. Загальна площа Сеульського кампусу 413,346 м². Основним завданням, що покладається на цей кампус, є оптимальна комбінація технічних спеціальностей з вивченням бізнесу задля покращення кваліфікації інженера рахом з його продуктивністю.

### Цифрова наукова бібліотека

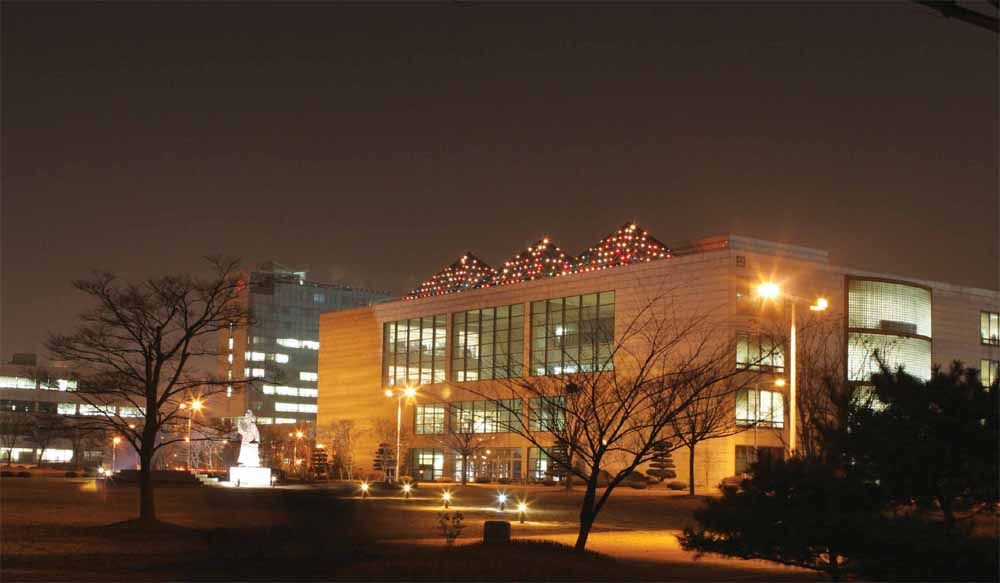
Цифрова наукова бібліотека KAIST'у

Цифрова наукова бібліотека KAIST'у була відкрита у 1971. Сучасну п'ятиповерхову будівлю було збудовано у 1990 році.
KAIST завжди робить усе від нього залежне аби створити найкращу атмосферу для навчання, де студенти змогли б ефективно завершити свої курси.

## Дослідження
Сім інститутів KAIST'у (КІ) були створені для покращення системи досліджень: КІ Біостоліття, КІ Інформаційних технологій, КІ дизайну складених систем, КІ технологій розваг, КІ Наностоліття, КІ Екоенергії, а також КІ міських систем. Кожен інститут є своєрідним незалежним дослідницьким центром на рівні коледжу, отримуючи як фінансову підтримку, так і у вигляді обладнання. Наразі KAIST проводить дослідження на замовлення уряду і приватних підприємств, які сумарно оцінюються у 100 мільярдів вон(близько 100 мільйонів доларів). Зараз KAIST володіє більш ніж 1600 національними, а також 500 міжнародними патентами.
KAIST Institute (KI)

## Освітній рейтинг
У 2007 THES — QS World University Rankings — Technology університет отримав 48-е місці у світі і 1-е у Кореї. У 2008 THES — QS World University Rankings KAIST отримав 95-е загальне місце, в той же час 34-е в області природничих наук, а також 46-е в області технологій. KAIST вкорте був визнаний найкращим університетом Кореї виданням Joong Angh Ill Bo. KAIST був також зазначений у списку 60-ти найкращих унівеситетів в області дизайну виданням Бізнес-тиждень(Business Week). KAIST був оцінений як найкращий університет Кореї і отримав 7-е місце у списку 100 найкращих університетів Азії, у першому регіональному рейтингу зробленому виданням Times Higher Education(THE)-Quacquarelli Symonds(QS).

## Випускники
За 36 років існування KAIST виховав більше 33 тисяч науковців та інженерів, близько 7 тисяч докторів філсофії, близько 18 тисяч магістрів, а також більше 8-ми з половиною тисяч бакалаврів. Багато молодих докторів завершило аспірантуру KAIST'а у віці 20-30 років, а саме 43 відсотка, що становить біля 3-х тисяч із близько 7-ми тисяч випускників аспірантури. Випускники KAIST'у працюють в університетах, на підприємствах та у дослідницьких інститутах, а також у провідних іноземних вузах.
Серед унівеситетів присутні MIT, UCLA, Harvard та Пенсильванський державний університет;серед суб'єктів підприємницької діяльності — Samsung, SK Telecom, LG, Hyundai, NHN та інші; серед дослідницьких інститутів — Дослідницьки інститут електроніки і телекомунікацій(ETRI), Корейський інститут науки і технології(KIST), Корейський дослідницький інститут хімічної технології(KRICT) та багато інших.
KAIST відомий своєю програмою працевлаштування, яка покриває майже 100 відсотків випускників. Випускники KAIST'у становлять 20 відсотків докторів усієї Кореї, налічуючи близько 10 відсотків усіх професорів у технічних галузях, і 25 відсотків науково-дослідницького особового складу у Samsung Semi-Conductors. Також вони досить активні у створенні компаній у секторі новітніх тнхнологій. Близько 360 підприємниціких утворень було створено випускниками KAIST'у. За результатами опитування роботодавців щодо задоволення роботою випускників KAIST'у, то більше 90 відсотків опитаних відповіло позитивно, а також виявило зацікавленість у подальшому прийомі, демонструючи високий рівень професіних здібностей випускників KAIST'у.

## Галерея

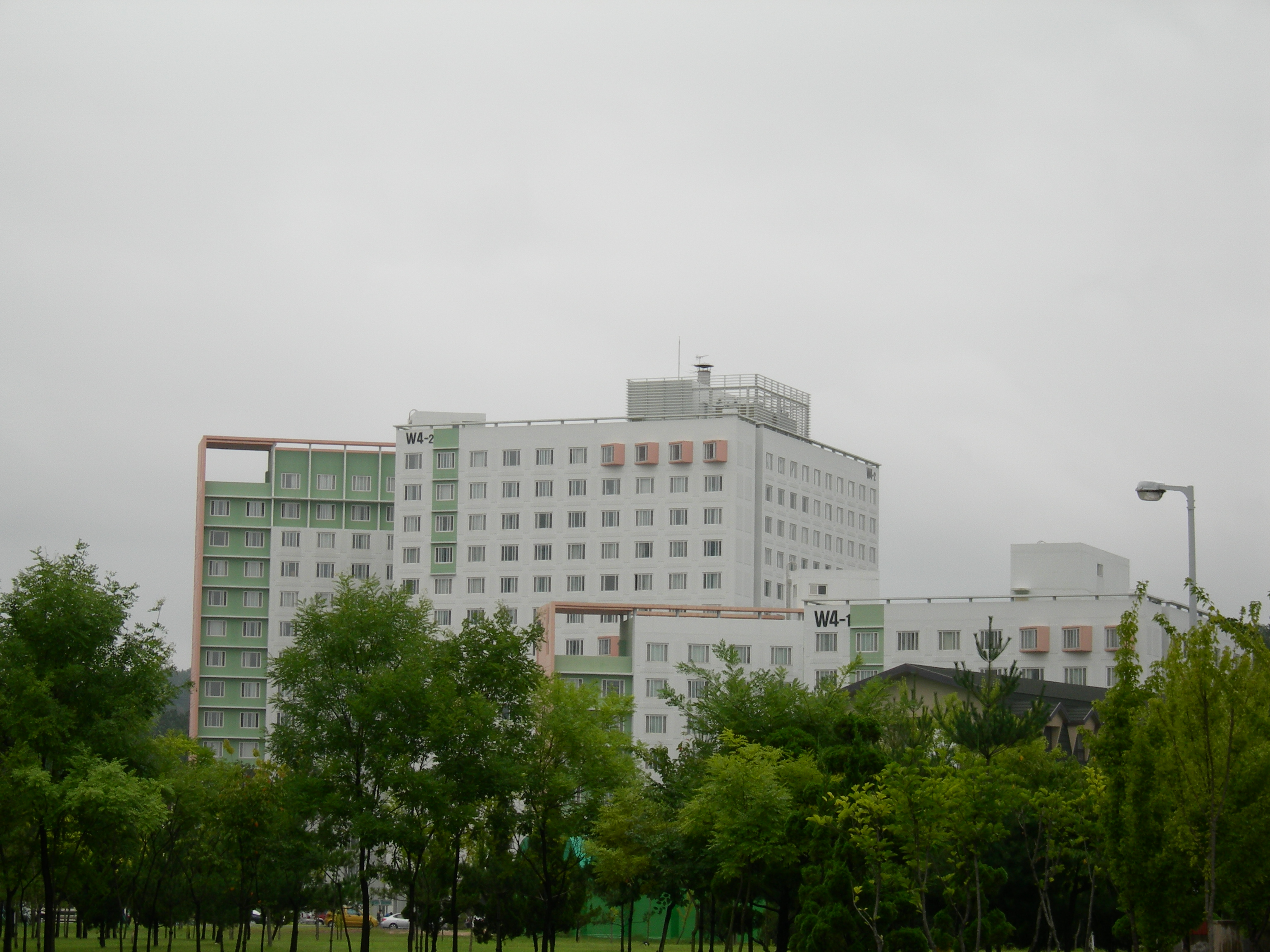
Гуртожитки
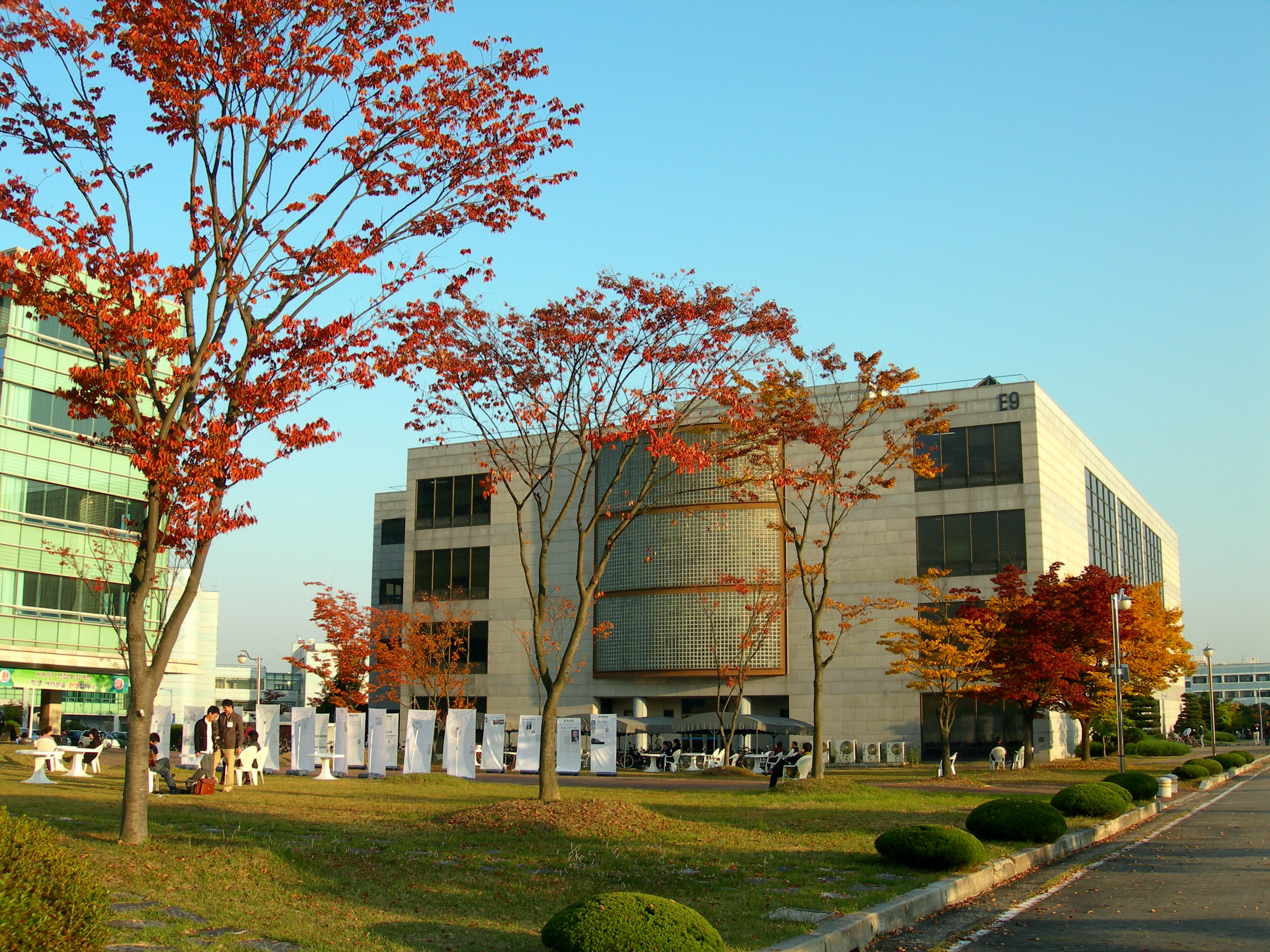
Наукова бібліотека
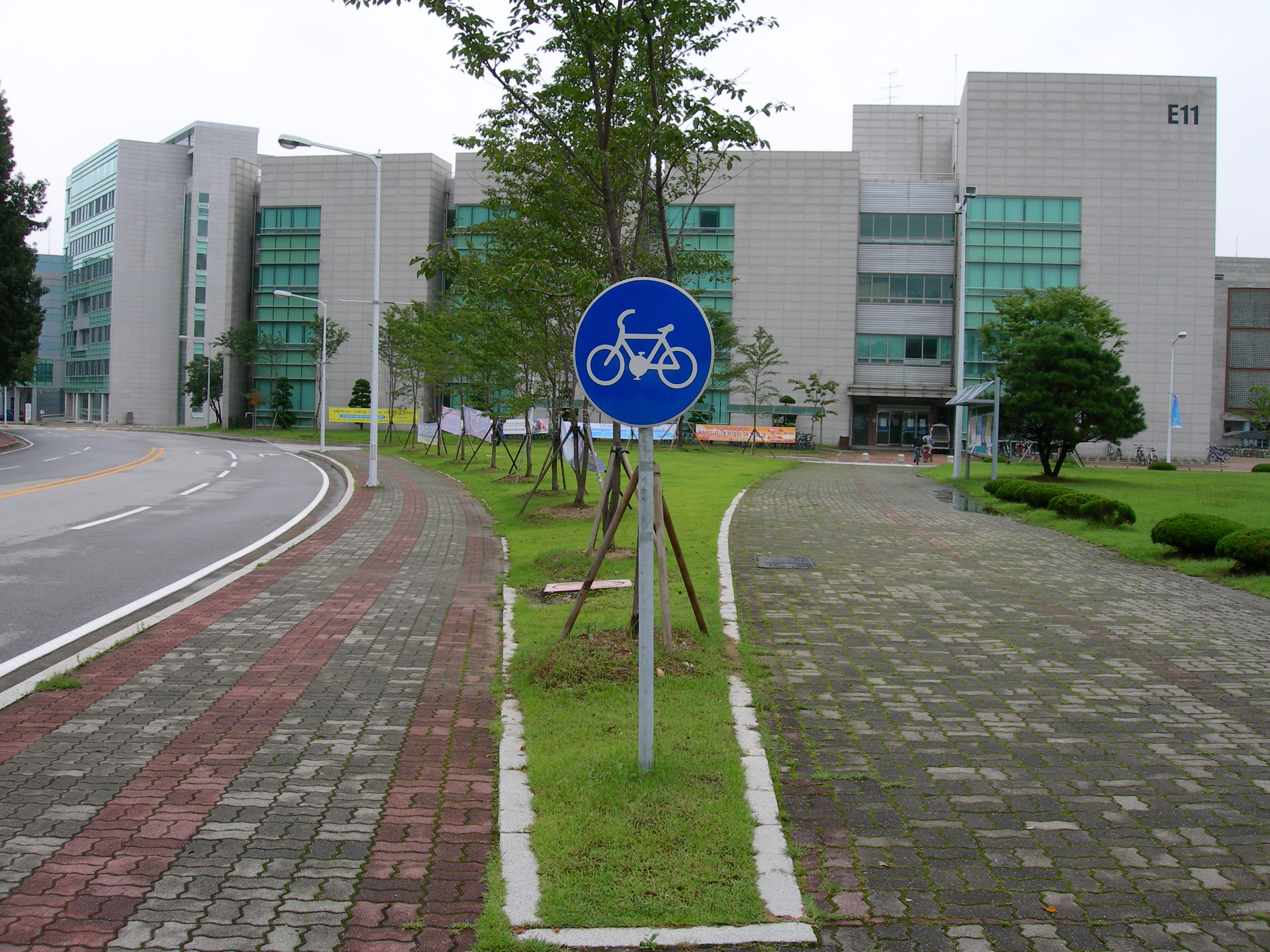
Лекційний корпус
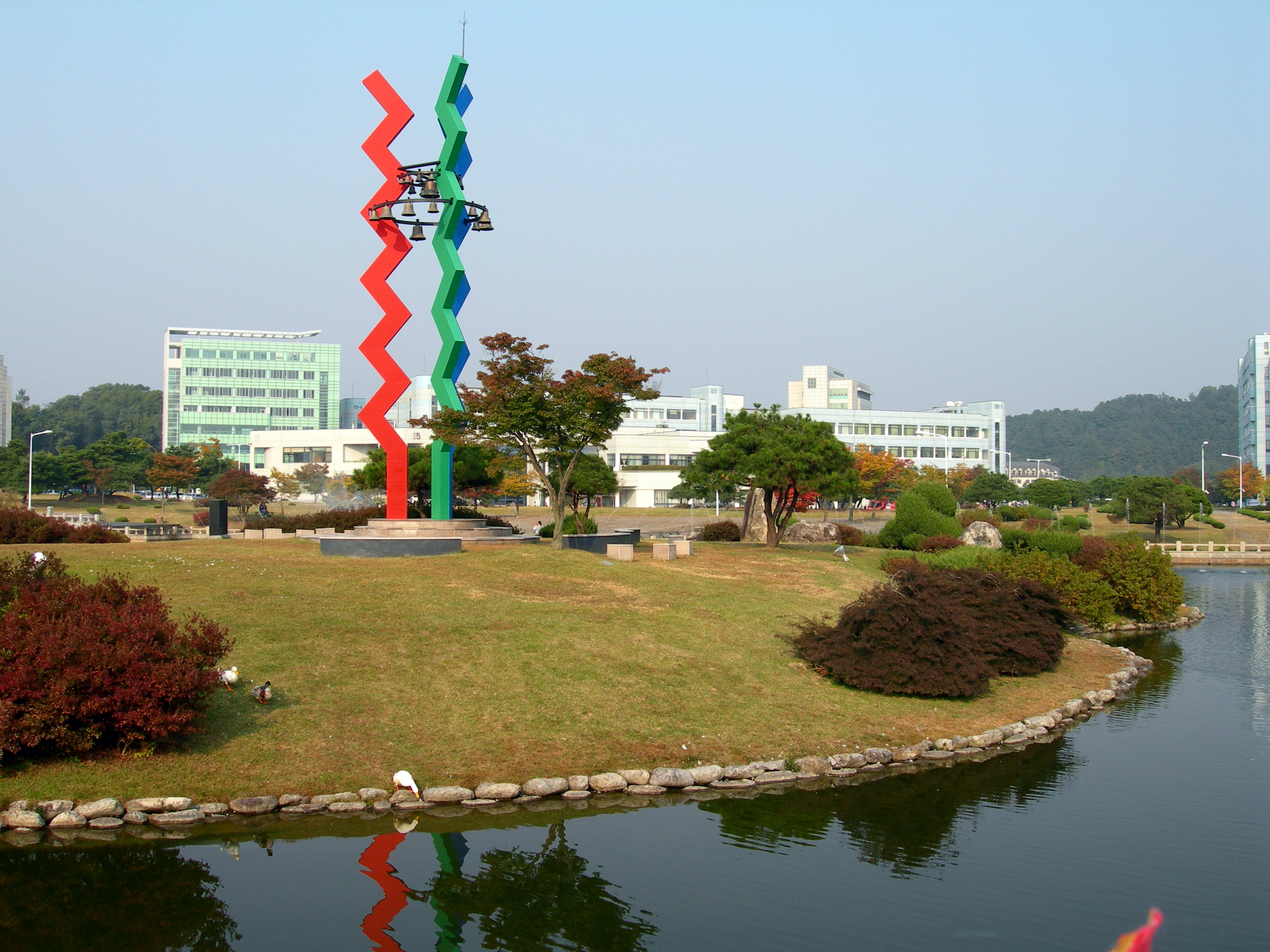
Символ KAIST'у